# Michael Chiklis
Michael Chiklis (Lowell, 30 de Agosto de 1963) é um ator, dublador, diretor e produtor norte-americano. É conhecido por seus papéis como comissário Tony Scali no drama policial The Commish da ABC, detetive Vic Mackey no drama policial The Shield do FX, o Coisa na série de filmes do Quarteto Fantástico, e Jim Powell na série de ficção científica No Ordinary Family também da ABC. Co-estrela como Vincent Savino na série criminal Vegas da CBS. Atualmente, Chiklis está em Gotham interpretando o Capitão Nathaniel Barnes.

## Biografia
Chiklis é filho de Charlie Chiklis, da segunda geração de greco-americanos que trabalhava em um salão de beleza, e Katherine, uma administradora de hospital de quem Chiklis foi descrito como herdar sua habilidade ativa. Os antepassados paternos de Chiklis vieram da ilha de Lesbos.
Chiklis cresceu em Andover, no estado de Massachusetts, e começou a entreter sua família com as imitações da celebridade quando tinha apenas cinco anos.
Quando criança, Chiklis apareceu em produções regionais de teatro e tornou-se membro da Actors' Equity Association, aos treze anos. Entrou para faculdade na Universidade de Boston de Belas Artes (Boston University College of Fine Arts), onde recebeu o bacharelado de Belas Artes.
Aos 20 anos, Chiklis raspou sua cabeça para aparentar a calvície masculina padrão de um homem de 65 anos, em You Can't Take It With You. Em vez de usar um pó em sua cabeça (como fez em seu rosto), usou o greasepaint, e não o removeu corretamente ao fim de cada dia. Isto matou os folículos de cabelo em sua cabeça, dando forma essencialmente a sua carreira em muitas maneiras. Chiklis disse em uma entrevista de NPR que esta era uma experiência muito traumática para um ator novo.

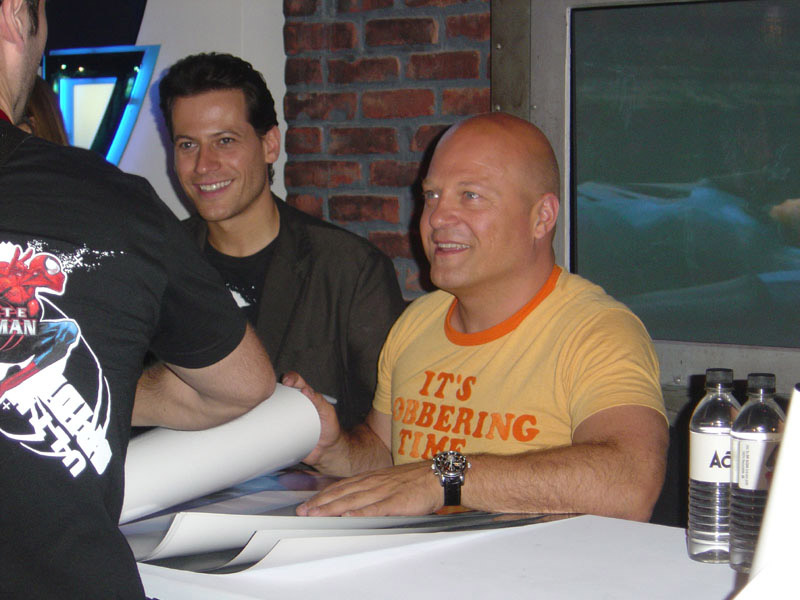
Chiklis e Ioan Gruffudd autografando em promoção do filme Quarteto Fantástico em 18 de maio de 2005.

## Carreira
Após graduar-se, Chiklis mudou-se para Nova York com grandes ambições, mas ele lutou por muitos anos antes de ser escalado para o papel de John Belushi no controverso filme biográfico Wired, em 1989. O filme foi muito criticado, em geral, e fracassou nas bilheterias. Ele também estrelou em várias séries de televisão populares, como Miami Vice, L.A. Law, Brown Murphy, e Seinfeld junto com pequenos papéis em filmes como Nixon.
De 1991 a 1996 ele foi o astro das cinco temporadas da série The Commish, como o comissário de polícia Tony Scali. Depois do sucesso da série, Chiklis estrelou uma sitcom de curta duração na NBC, Daddio.
Depois de interpretar Curly Howard em um filme para televisão sobre Os Três Patetas, Chiklis decidiu reinventar sua imagem. Com a ajuda de sua esposa, ele passou seis meses em regime de treino extensivo e raspou a cabeça. Ele fez um teste para a série The Shield e conquistou o criador Shawn Ryan, Chiklis ganhou o papel principal do anti-herói da série, o Detetive Vic Mackey. Apesar de The Shield ser extremamente controversa devido ao seu conteúdo violento, o desempenho de Chiklis 'foi muito elogiado'. Seu primeiro reconhecimento veio quando ele ganhou o Emmy como "Melhor ator em uma série de TV - Drama" em 2002. Chiklis recebeu um Globo de Ouro no mesmo ano como "Melhor ator em uma série de TV - Drama". Em 2004 e 2005, ele foi nomeado para o Globo de Ouro na mesma categoria, mas não ganhou. Chiklis depois parodiava o seu papel de Vic Mackey, em "Monstourage", um episódio de Robot Chicken.
Desde 2000, Chiklis assumiu o papel de dublador, como o pai de Chihiro, Akio, na versão em inglês de Spirited Away e Roman/Rei Webster em The Adventures of Tom Thumb and Thumbelina lançado diretamente em vídeo. Ele também apareceu em vários episódios de Family Guy e emprestou sua voz em Heavy Gear.
Chiklis também representou o héroi Ben Grimm/Coisa na adaptação para o cinema da série em quadrinhos Quarteto Fantástico lançada em 2005. O filme foi um sucesso e Chiklis voltou a representar o herói na sequência lançada em 2007. Sendo um fã da série de quadrinhos, ele sonhava em interpretar o personagem se houvesse um filme do grupo sendo produzido. Elogiado por sua atuação no filme que de outra forma recebeu críticas mistas.
Em 2008 teve um papel no filme Eagle Eye como o Secretário de Defesa dos Estados Unidos.
Na esteira do escândalo de Bernard Madoff, Chiklis está desenvolvendo uma série do canal FX sobre um esquema de investimento semelhante. O projeto, chamado de House of Cards, diz respeito a um grupo que comete um elaborado golpe similar à fraude de Madoff. Chiklis vinha desenvolvendo o projeto desde fevereiro de 2008 depois que ele e sua esposa foram vítimas de um Esquema Ponzi. Cards provavelmente irá centrar-se no líder do regime, com Chiklis sendo produtor executivo, e não como protagonista.
Protagonizou a série de ficção científica No Ordinary Family da ABC, que estreou em 28 de setembro de 2010, na ABC e cancelada em abril de 2011. Co-estrelou a série criminal Vegas da CBS.Hoje,Michael Chiklis está em Gotham.

## Vida pessoal
Chiklis se casou com Michelle Epstein em 21 de junho de 1992, com quem teve duas filhas, Autumn, nascida em 9 de outubro de 1993, e Odessa, nascida em 1999. Autumn interpretou Cassidy, a filha de Vic Mackey em The Shield.
Ele frequentou a Andover High School, a mesma escola que o amigo Jay Leno.
É também um músico talentoso, especialista em bateria e vocais, mas também toca guitarra e baixo e membro de várias bandas de Boston, como The Surgeon General, Best Kept Secret e Double Talk.
Em 2011, Michael Chiklis e sua banda MCB lançaram seu primeiro single "Til I Come Home". Esta poderosa balada rock é um tributo aos soldados que anseiam pelo dia em que chegam em casa e encontram seus entes queridos. A música tem sido aclamada pela crítica mundial. A banda escreveu "Make Me High" para o filme independente High School estrelado por por Chiklis, Adrien Brody, Colin Hanks e Matt Bush, na primavera de 2011.

## Filantropia
Chiklis participou na Texas hold 'em para beneficiar a fundação de caridade do comediante Brad Garrett, Maximum Hope. Michael tem trabalhado de perto com muitas instituições de caridade diferentes ao longo dos anos, incluindo The Children's Lifesaving Foundation, The Alzheimer's Foundation, Autism Speaks e The Revlon Run Walk beneficiando a pesquisa do câncer de mama.

## Prêmios
Todos os prêmios e indicações são referentes apenas pelo seu papel na série The Shield.

### Emmy Awards
- 2002 - Vencedor - Melhor Ator (série dramática)
- 2003 - Nomeado - Melhor Ator (série dramática)

### Prêmios Globo de Ouro
- 2002 - Vencedor - Melhor Ator (série dramática) em televisão
- 2003 - Nomeado - Melhor Ator (série dramática) em televisão
- 2004 - Nomeado - Melhor Ator (série dramática) em televisão

### Satellite Awards
- 2002 - Nomeado - Melhor Ator (série dramática)
- 2003 - Vencedor - Melhor Ator (série dramática)

### Prémios Screen Actors Guild
- 2003 - Nomeado - Melhor Ator (série dramática)

### Emmy Awards
- 2009 - Nomeado - Melhor Ator (série dramática)

## Filmografia
- 2021 - Don't Look Up
- 2015 - Gotham
- 2014 - American Horror Story: Freak Show
- 2014 - O Jogo de uma Vida
- 2013 - Crimes Cruzados
- 2013 - Parker
- 2012/13 - Vegas
- 2010/11 - No Ordinary Family
- 2010 - High School
- 2010 - The Legend of Secret Pass (voz)
- 2008 - Robot Chicken (voz)
- 2008 - Eagle Eye
- 2002/8 - The Shield
- 2007 - Fantastic Four: Rise of the Silver Surfer
- 2007 - Rise: Blood Hunter
- 2006 - Stuart Little: The Animated Series
- 2005 - Fantastic Four
- 2002 - The Adventures of Tom Thumb and Thumbelina (voz)
- 2001 - Sen to Chihiro no Kamikakushi (voz)
- 2001 - Heavy Gear: The Animated Series
- 2000/01 - Family Guy (voz)
- 2000 - Daddio
- 2000 - The Three Stooges
- 1999 - Do Not Disturb
- 1999 - Last Request
- 1999 - St. Michael's Crossing
- 1999 - Carlo's Wake
- 1998 - Soldier
- 1998 - Taxman
- 1998 - Touched by an Angel
- 1991/96 - The Commish
- 1995 - Nixon - (Não creditado)
- 1991 - Seinfeld
- 1991 - The 100 Lives of Black Jack Savage
- 1990/91 - L.A. Law
- 1990 - Murphy Brown
- 1990 - The Rain Killer
- 1989 - Wiseguy
- 1989 - Wired
- 1989 - B.L. Stryker
- 1989 - Miami Vice